# 1860年逝世人物列表
1860年逝世人物列表：1月 - 2月 - 3月 - 4月 - 5月 - 6月 - 7月 - 8月 - 9月 - 10月 - 11月 - 12月
下面是1860年逝世的知名人士列表。

## 1月

### 1月1日
- 湯瑪斯·霍布斯·斯科特，英國牧師

### 1月5日
- 約翰·諾依曼，費城聖羅馬天主教主教

### 1月10日
- 埃塞奎爾·薩莫拉，委內瑞拉聯邦軍領導人

### 1月13日
- 威廉·梅森，美國政治家

### 1月18日
- 約翰·納爾遜，美國律師

### 1月27日
- 鲍耶·亚诺什，匈牙利數學家
- 托马斯·麦克杜格尔·布里斯班，蘇格蘭天文學家

### 1月29日
- 恩斯特·莫里茨·阿恩特，德國詩人和作家[1]
- 巴登大公夫人史蒂芬妮·德·博阿爾內

## 2月

### 2月29日
- 喬治·布裡奇塔，非裔波蘭小提琴家

## 3月

### 3月6日
- 尤斯圖斯·約翰·弗里德里希·多佐爾，德國大提琴家、作曲家

### 3月14日
- 卡尔·里特尔·冯·盖加，阿爾巴尼亞出生的威尼斯道路工程師

### 3月17日
- 安娜·布朗內爾·詹姆遜，英國藝術史學家[2]

### 3月25日
- 詹姆斯·布雷德，蘇格蘭外科醫生

## 5月

### 5月1日
- 安德斯·桑德·厄斯特德，丹麥第三任首相

### 5月10日
- 西奧多·派克，美國傳教士、超驗主義者和廢奴主義者

### 5月12日
- 查理斯·巴里爵士，英國建築師[3]

### 5月21日
- 菲尼亞斯·蓋奇，不太可能的美國頭部受傷倖存者

## 6月

### 6月30日
- 戈特希爾夫·海因里希·馮·舒伯特，德國博物學家

## 7月

### 7月1日
- 查尔斯·古德伊尔，美國發明家

## 8月

### 8月25日
- 約翰·路德維格·海伯格，丹麥詩人和評論家[4]

## 9月

### 9月12日
- 威廉·沃克，美國阻撓議事者，曾短暫擔任尼加拉瓜總統（被處決）

### 9月21日
- 阿图尔·叔本华，德國哲學家[5]

## 10月

### 10月12日
- 哈裡·史密斯爵士，英國士兵、軍事指揮官

### 10月25日
- 亞歷山大·馬孔奇，蘇格蘭刑法改革家

### 10月31日
- 湯瑪斯·科克倫，第10代鄧唐納伯爵，英國海軍上將

## 11月

### 11月1日
- 亞歷山德拉·費奧多羅芙娜皇后，俄羅斯皇帝尼古拉一世的皇后

## 12月

### 12月2日
- 斐迪南德·克利斯蒂安·鮑爾，德國神學家

### 12月14日
- 第四代阿伯丁伯爵乔治·汉密尔顿-戈登，英國首相

## 日期不詳
- 戴熙，中國畫家